# Kiasma
Kiasma je muzeum zaměřené na současné výtvarné umění, které je součástí Finské národní galerie. Nachází se na třídě Mannerheimintie v Helsinkách, nejbližší stanicí metra je Rautatientorin metroasema. Ředitelem instituce je do roku 2015 Leevi Haapala.
V roce 1939 vznikla v Helsinkách z iniciativy Alvara Aalta Asociace současného umění, která v roce 1990 dosáhla založení muzea. Původně byla díla vystavována v Ateneu a od roku 1998 sídlí galerie v této budově, postavené podle návrhu amerického postmoderního architekta Stevena Holla. Název pochází z výrazu chiasma opticum a odkazuje na zasazení stavby do kontextu místa – v blízkosti se nachází helsinské hlavní nádraží, hala Finlandia-talo a pomník maršála Mannerheima. Hollova koncepce je postavena na snaze, aby budova muzea byla sama uměleckým dílem a přitom návštěvníkům nepřekážela ve vnímání exponátů. Dům má čtyři patra, fasáda je tvořena hliníkem a sklem, střecha je z patinovaného zinku. Každý z výstavních sálů má jednu zakřivenou stěnu.
Ve sbírkách galerie je více než osm tisíc uměleckých děl, převážně od finských autorů. Mezi zastoupenými tvůrci jsou Martti Aiha, Aarne Jämsä nebo Ismo Kajander. Muzeum také hostilo v letech 2001, 2006, 2011 a 2017 prestižní mezinárodní výstavu Ars-näyttelyt. V únoru 2013 zde proběhl editaton finské Wikipedie zaměřený na výtvarné umění. V budově se také konají koncerty, přednášky, literární večery a další akce.
V roce 2016 měla Kiasma 320 000 návštěvníků a byla po Ateneu druhým nejnavštěvovanějším muzeem ve Finsku. Dvě třetiny návštěvníků mají pod 35 let.